# Gerald Abraham
Gerald Ernest Heal Abraham (* 9. März 1904 in Newport; † 18. März 1988 in Midhurst) war ein englischer Musikwissenschaftler.
Von seinem Klavierunterricht abgesehen war Abraham ein musikalischer Autodidakt. Von 1935 bis 1947 arbeitete er für die BBC, zunächst als Mitherausgeber der Radio Times, einer wöchentlichen Programmzeitschrift. Ab 1939 war er stellvertretender Schriftleiter des Listener und ab 1942 Leiter der Schallplattenabteilung der BBC. Im Jahr 1947 erhielt Abraham eine Berufung als Musikprofessor an die Universität Liverpool. Diese Tätigkeit beendete er 1962. Von 1962 bis 1967 war er wieder für die BBC tätig.
Gerald E. Abraham verantwortete als Herausgeber die Bände III und IV (1968) von The New Oxford History of Music. 1972 wurde er zum Mitglied (Fellow) der British Academy gewählt.